# 佐藤正三郎
佐藤 正三郎（さとう しょうざぶろう、1886年（明治19年）10月24日 - 1978年（昭和53年）4月9日）は、日本の陸軍軍人。最終階級は陸軍中将。

## 経歴
徳島県出身。佐藤辰三郎の三男として生まれる。1907年（明治40年）5月、陸軍士官学校（19期）を卒業。同年12月、陸軍歩兵少尉に任官し歩兵第43連隊付となる。歩兵第62連隊付、陸軍戸山学校教官などを経て、1916年（大正5年）11月、陸軍大学校（28期）を卒業した。
1917年（大正6年）8月、歩兵大尉に昇進し中支那派遣隊司令部付となる。参謀本部員（支那課）、陸軍省軍務局課員（軍事課）、歩兵第3連隊付（イギリス出張）、イギリス駐在を務め、1922年（大正11年）8月、歩兵少佐に進級。軍務局課員（軍事課）、参謀本部付（李王付）を務め、1926年（大正15年）8月、歩兵中佐に昇進。1927年（昭和2年）5月から1928年（昭和3年）4月まで、李王に随行して欧州に出張した。1929年（昭和4年）12月、近衛歩兵第2連隊付に転じ、1930年（昭和5年）8月、歩兵大佐に昇進し歩兵第32連隊長に就任。
1932年（昭和7年）10月、第3師団参謀長に転じ、1935年（昭和10年）8月、陸軍少将に進級し歩兵第1旅団長となる。二・二六事件により、1936年（昭和11年）3月に待命となり、同年7月、予備役に編入された。日中戦争勃発により、1937年（昭和12年）9月に召集され歩兵第101旅団長に発令され出征した。第二次上海事変、武漢作戦、南昌作戦、贛湘作戦などに参戦した。1940年（昭和15年）2月、留守第1師団司令部付に転じ、同年8月、予備役陸軍中将に進むと同時に召集解除となった。
その後、北樺太石油常務を務めた。1947年（昭和22年）11月28日、公職追放仮指定を受けた。